# Australian Hard Court Championships
L'Australian Hard Court Championships è stato un torneo di tennis giocato in varie località dell'Australia su campi in terra rossa prima e cemento poi. 

## Albo d'oro

### Singolare maschile
| Anno | Vincitore         | Finalista        | Punteggio |
| ---- | ----------------- | ---------------- | --------- |
| 1979 | Guillermo Vilas   | Mark Edmondson   | 6–4, 6–4  |
| 1980 | Shlomo Glickstein | Robert Van't Hof | 7–6, 6–4  |

### Doppio maschile
| Anno | Vincitori               | Finalisti                  | Punteggio |
| ---- | ----------------------- | -------------------------- | --------- |
| 1979 | Phil Dent Bob Giltinan  | Guillermo Vilas Ion Țiriac | 8–6       |
| 1980 | John James Chris Kachel | Phil Davies Brad Guan      | 6–4, 6–4  |